# WTO Appellate Body
Der WTO Appellate Body ist die Rechtsmittelinstanz im Streitbeilegungsverfahren der Welthandelsorganisation. Er besteht aus sieben Personen, die Einsprüche, eingelegt von Mitgliedern der WTO gegen Berichte eines Panels, entscheiden. Der Appellate Body hat seinen Sitz in Genf.
Selten wird der Appellate Body mit WTOAB abgekürzt. Er wird auch World Trade Court (Welthandelsgericht) genannt.
Aufgrund der Menge an entschiedenen Fällen gilt das Gerichtssystem der WTO als das erfolgreichste internationale Gerichtssystem.

## Geschichte
Der Appellate Body ist durch Artikel 17.1 des Dispute Settlement Understanding vorgesehen:

„A standing Appellate Body shall be established by the DSB. The Appellate Body shall hear appeals from panel cases. It shall be composed of seven persons, three of whom shall serve on any one case. Persons serving on the Appellate Body shall serve in rotation. Such rotation shall be determined in the working procedures of the Appellate Body.“

Im Februar 1995 wurde der Appellate Body eingerichtet. Zusammen mit den WTO Panels ersetzte er das alte GATT-Streitbeilegungssystem. Im Vergleich galt das neue System als effektiver, denn während im Rahmen des GATT alle Reports eines Panels von allen Mitgliedern angenommen werden mussten, also auch der unterlegenen Partei, sind Reports im neuen System dann angenommen, wenn nicht alle Mitglieder, also auch der siegende Staat, diesen Report ablehnen. Die Schaffung eines Appellate Body wurde im Rahmen der Uruguay-Runde diskutiert, bei welcher auch die Welthandelsorganisation geschaffen wurde. Das alte System des GATT hatte nämlich zu Spannungen geführt. Da die Berichte der GATT-Panels zum Teil nicht akzeptiert wurden, hatten insbesondere die USA mit unilateralen Sanktionen gedroht. Im neuen System der WTO kann ein Panel-Report angefochten werden und geht dann in einen Appeal vor dem Appellate Body.
Ein weiterer Grund für die Einrichtung einer zweiten Instanz war die Qualität der GATT-Reports, die im Hinblick auf ihre rechtliche Argumentation oft als minderwertig angesehen wurde.
Im Rahmen der ersten Ernennung von Mitglieder 1995 kam es zu einem Konflikt. Die Europäische Union und die USA wollten zunächst beide zwei Mitglieder an das höchste Gericht berufen, ihre Vorschläge riefen jedoch Ablehnung bei den anderen Mitgliedern hervor. Am Ende – der Ernennungsprozess dauerte ein Jahr – konnte man sich einigen und beide, die EU und die USA, bekamen ein Mitglied am Appellate Body, den deutschen Claus-Dieter Ehlermann und den US-Amerikaner James Bacchus.
Ein zweiter Konflikt bei einer Ernennung geschah 2007, als Taiwan, das als Separate Customs Territory of Taiwan, Penghu, Kinmen and Matsu (Chinese Taipei) eigenständiges Mitglied der WTO ist, die chinesische Kandidatin Yuejiao Zhang zunächst blockierte.

### Blockadepolitik der Vereinigten Staaten
Die USA kritisierten einige Entscheidungen des Appellate Body als zu weitgehend; die Interpretationen des Gerichtes würden die Grenzen des Textes überschreiten. Da die WTO US-amerikanische Interessen nicht schütze, verhinderten die USA 2007 die Wiederernennung von Merit Janow und 2011 die Wiederernennung der US-amerikanischen Professorin Jennifer Hillman. Das ist möglich, da die Ernennung eines Richters eine Einstimmigkeit erfordert.
Im Jahr 2013 forderten die USA bei der Wiederernennung von Peter van den Bossche, dass dieser vorher durch die USA befragt werde. Dieser stimmte nur zu unter der Bedingung, dass auch andere Mitglieder diese Möglichkeit erhielten. Bei seiner Wiederernennung wurde schon von einigen Mitgliedern kritisiert, dass diese Art von Befragung die Integrität der Rechtsmittelinstanz beeinträchtigen könnte. Ein ähnliches Prozedere verlangten die USA auch bei den nächsten Ernennungen von Thomas R. Graham, ihres eigenen nominierten Kandidaten, und des Inders Ujal Singh Bhatia.
Im Jahr 2013 musste dann der Sitz des Südafrikaners David Unterhalter neu besetzt werden. Ausgewählt wurde zunächst der Kenianer James Thuo Gathii, ein Professor, welcher die Unterstützung der Mehrheit der Mitglieder besaß. Jedoch hatte dieser in seinen akademischen Schriften die WTO in der Weise kritisiert, dass sie mehr zum Vorteil von reichen Ländern und zum Nachteil von Entwicklungsländern entscheiden würde. Daher wurde seine Ernennung von den USA abgelehnt.
2016 verhinderten die USA unter Barack Obama erneut die Wiederernennung eines Richters, diesmal die des Südkoreaners Seung Wha Chang. Dies war die erste Wiederernennung einer Person, welche die Unterstützung seines Heimatlandes hatte, die blockiert wurde. Die USA begründeten dies damit, dass sie in den Entscheidungen der Rechtsmittelinstanz ein Überschreiten der Befugnisse, die dem Appellate Body gegeben worden waren, sahen. Gegen diese Blockade protestierten Südkorea, das diese Entscheidung als einen Angriff auf die Entscheidungen der Instanz sah, sowie die damals aktiven und ehemaligen Mitglieder des Appellate Body, die vor der Gefahr warnten, die die Entscheidung der USA berge. Die USA ließen sich jedoch nicht überzeugen. Ein halbes Jahr nach dem Ende der Amtszeit von Seung Wha Chang wurde der Südkoreaner Hyun Chong Kim im November 2016 ernannt. Als Reaktion auf die Blockade der Wiederernennung von Chang hatte Südkorea auch den Ersatz für Yuejiao Zhang, deren zweite Amtszeit endete, zeitweilig verhindert, sodass auch diese Ernennung erst im November des Jahres 2016 zeitgleich mit der Ernennung von Kim zu Ende ging.
Diese Politik führte die Regierung der USA unter Donald Trump weiter und verhinderte weitere Neubesetzungen von Stellen am Gericht. Da am 11. Dezember 2019 die Amtszeit von zwei der verbliebenen drei Mitglieder endete, von Thomas R. Graham und Ujal Singh Bhatia, unterschritt der Appellate Body die erforderliche Mindestzahl von drei Mitgliedern für den Erlass von Entscheidungen. Es konnten jedoch noch die bereits diesen drei Mitgliedern zugeteilten Fälle fertig gestellt werden. Gestützt wurde dies auf Regel 15 der Working Procedures for Appellate Review. So wurde der letzte Appellate Body Bericht am 9. Juni 2020 veröffentlicht. Die bisherigen Mitglieder des Appellate Body Sekretariats, wie der Leiter Werner Zdouc, wurden in andere Abteilungen versetzt. Am 1. Dezember 2020 endete dann mit der Amtszeit von Zhao Hong auch die Amtszeit des letzten Mitgliedes des Appellate Body.
Die Panels der Welthandelsorganisation arbeiten jedoch weiter und veröffentlichen Berichte. Diese können auch weiterhin angefochten werden. Da der Appellate Body aber nicht mehr über drei aktive Mitglieder verfügt, geht die Revision „ins Leere“ (appeal into the void) und wird nicht entschieden. Wegen der anhängigen Revision kann aber auch der Panel-Bericht nicht vom Dispute Settlement Body angenommen werden und entfaltet daher keine Rechtswirkungen. Damit ist die Wirkung im Rahmen der Streitbeilegung ähnlich zu der im alten GATT-System, wo ein streitbeteiligter Staat (anfechten können nur die Parteien des Prozesses) die Rechtskraft des Berichts verhindern konnte. Seit dem Ende der Amtszeit der letzten Richterin wurden mehrere Streitigkeiten angefochten, womit die Entscheidungen des jeweiligen Panels nicht in Kraft treten konnten.
Der Wechsel der Regierung in den USA zur Regierung Joseph Biden änderte an der Blockadehaltung bisher nichts. Im Gegensatz dazu äußerte auch die neue US-Regierung, dass sie weiterhin Bedenken bezüglich des Appellate Body habe.
Bei der 12. Ministerkonferenz beschlossen die Mitglieder an einer Reform der WTO zu arbeiten, welche auch den Streitbeilegungsprozess und den Appellate Body einschließen soll. In diesem Zusammenhang begannen Mitglieder, teilweise auch in anderen Kontexten, wie bei einem von der US-Handelsbeauftragten Katherine Tai im Rahmen eines Treffen der G20, über eine Reform zu beraten. An diesen Reformbestrebungen regte sich seitens einiger Senatoren der GOP in den USA Kritik, die in den Handlungen des Appellate Body einen zu großen Einfluss Chinas sahen und deshalb die Handelsbeauftragte baten, nicht für eine Reaktivierung des Appellate Body zu sorgen.

### Multiparty Interim Appeal Arbitration Arrangement
Aufgrund der Beschlussunfähigkeit des Appellate Body haben die Europäische Union und 15 weitere Mitglieder einem Multiparty Interim Appeal Arbitration Arrangement (MPIA) zugestimmt. Dies ist eine Möglichkeit, die Staaten gem. Artikel 25 des Dispute Settlement Understanding haben. Sie haben damit eine Institution geschaffen, die für die Staaten, die das Arrangement akzeptieren, wie der Appellate Body handelt. Seit der Einführung traten die Volksrepublik China und andere Mitglieder der WTO dem Arrangement bei. Es sind, Stand März 2023, 26 Mitglieder; es sind aber auch alle EU-Mitgliedsstaaten erfasst, sodass das MPIA insgesamt für 53 WTO-Mitglieder gilt.
Zehn Schiedsrichter wurden am 31. Juli 2020 ernannt, José Alfredo Graça Lima (Brasilien), Valerie Hughes (Kanada), Alejandro Jara (Chile), Guohua Yang (Volksrepublik China), Claudia Orozco (Kolumbien), Joost Pauwelyn (EU), Mateo Diego-Fernandez Andrade (Mexiko), Penelope Ridings (Neuseeland), Locknie Hsu (Singapur), und Thomas Cottier (Schweiz). Im Jahr 2022 wurden die zehn Personen in ihrem Amt für weitere zwei Jahre bestätigt.
Die Europäische Union reformierte die Handelsvergeltungsverordnung VO 654/2014 durch die VO 167/2021, womit nun im europäischen Recht die Möglichkeit besteht, gegen einen Staat, der nach dem Recht der Welthandelsorganisation rechtswidrige Maßnahmen betreibt, auch ohne ein Urteil des Appellate Body oder des Multi Party Interim Appeal, Gegenmaßnahmen zu ergreifen.
Eine erste Entscheidung außerhalb des Appellate Body erging in einem Streit zwischen der EU und der Türkei am 25. Juli 2022. Zwar ist die Türkei kein Mitgliedsstaat des MPIA, weswegen das Verfahren nicht im Rahmen des MPIA stattfand; die rechtliche Grundlage findet sich vielmehr in einer ad-hoc-Schiedsvereinbarung der beiden WTO-Mitglieder vom März 2022, die wie auch das MPIA unter Artikel 25 des Dispute Settlement Understanding fällt. Die erste Entscheidung im Rahmen des MPIA selbst erging im Dezember 2022 in einem Rechtsstreit zwischen Kolumbien und der EU.

## Rechtliche Position
Der Appellate Body ist ein ständiges Schiedsgericht der WTO. Es ist die Rechtsmittelinstanz gegen die Reports eines Panels der WTO. Es ist umstritten, ob es sich um ein Gerichtsorgan oder ein Gericht handelt. Die Entscheidungen des Appellate Body sind unabhängig und vergleichbar mit denen des Internationalen Gerichtshofes. In seinen Reports kann der Appellate Body die Panelentscheidungen aufheben oder modifizieren. Diese Reports werden nur nach dem negative-consensus-Prinzip abgelehnt durch den Dispute Settlement Body, was bedeutet, dass jeder Staat den Report ablehnen muss, damit dieser nicht in Kraft tritt. Da jedoch zumindest der Report für einen Staat vorteilhaft ist, wird ein Staat immer für die Annahme stimmen. Die Annahme der Berichte geschieht daher in einer Art Automatik und die Mitglieder der Instanz können nach ihrer Maßgabe die Fälle vor ihnen entscheiden. Nach der Ansicht des ehemaligen Appellate-Body-Mitglieds Matsushita agiert der Appellate Body wie ein Oberster Gerichtshof eines Staates.
Im deutschen Sprachgebrauch ist auch die Bezeichnung „WTO Berufungsgremium“ geläufig. Sie beruht aber auf einer falschen Übersetzung des Wortes Appellate, was im Deutschen sowohl als Berufung als auch als Revision übersetzt werden kann. Da der Appellate Body aber regulär nur Rechtsfragen erörtert, nicht jedoch Tatsachenfragen ist die Bezeichnung Berufungsgremium irreführend. Die tatsächlichen Ausführungen eines Panels sind nach der Rechtsprechung von der Möglichkeit der Überprüfung ausgeschlossen. Die Unterscheidung ist jedoch nicht immer klar. So ist beispielsweise die Anwendung eines Tatbestandmerkmals auf einen Fakt (Subsumtion) oder die Identifizierung des politischen Grundes einer Maßnahme vom Appellate Body als eine rechtliche Frage identifiziert worden.
Ein Rechtsmittel (Appeal) kann von jeder Partei, die an einem Rechtsstreit vor einem Panel beteiligt war, eingelegt werden. Dieses Rechtsmittel ist auf Rechtsfragen und rechtliche Interpretationen des Panels sowie die daraus folgenden Ergebnisse beschränkt. Dritte Parteien dürfen, wenn sie ein substantielles Interesse an der Sache deutlich gemacht haben, Schriftsätze einreichen und vom Appellate Body angehört werden.

### Fallrecht des Appellate Body
Die Rechtsmittelinstanz der WTO spricht in ihren Reports Entscheidungen aus, die dann vom DSB angenommen werden. Eine stare decisis-Regel gibt es im WTO-Recht nicht und die Interpretationen, die der Appellate Body aufstellt, gelten im Grundsatz nur für den spezifischen Fall. Nach Ansicht von Experten gelang es dem Appellate Body jedoch, konsistent das WTO-Recht auszulegen und zu interpretieren. Auch soll es deshalb zu wenigen separate opinions gekommen sein. Diese gegenteiligen Meinungen, bei denen ein Mitglied den Entscheidungen der anderen beiden nicht folgen kann und eine unterschiedliche Ansicht im Urteil veröffentlicht wird, werden anonym veröffentlicht. Von ihnen gab es 15 Stück.

### Verfahren
Ein Spruchkörper von jeweils drei Mitgliedern entscheidet über einen Fall, jeweils in Rotation ausgewählt. Jedoch tauschen sich diese Mitglieder mit den anderen Mitgliedern aus; alle Mitglieder erhalten jeweils sämtliche Dokumente von jedem Fall. Dieser Austausch soll zu einer Kohärenz im Fallrecht und den wenigen Gegenmeinungen bei Entscheidungen geführt haben. Im Gegensatz zu Panelists, die nicht in einem Fall zu einem Land entscheiden dürfen, dem sie angehören, sind Mitglieder des Appellate Body dazu ermächtigt.
Grundsätzlich soll das Verfahren des Appellate Body von der Einreichung des Rechtsmittels bis zur Veröffentlichung des Abschlussberichtes nur 60 Tage dauern. Die Verfahren des Appellate Body sind grundsätzlich geheim und – sofern die Schriftsätze der Parteien explizit als nicht geheim eingestuft werden – bleiben sie das auch. Die Berichte werden vom DSB angenommen und sind bindend, es sei denn, das DSB, welches aus Vertretern aller Mitglieder zusammengesetzt wird, entscheidet den Report nicht anzunehmen. Die Entscheidungen sind dann innerhalb von 30 Tagen allen Mitgliedern der WTO zuzustellen.

## Kritik
Der Appellate Body war seit seiner Begründung auch Kritik ausgesetzt. Zum einen existieren Kritiker, die dem Gericht vorwerfen, die Vorschriften des WTO-Rechts zu eng auszulegen, und zum anderen existieren jene, die dem Gericht das genaue Gegenteil vorwerfen, nämlich judicial activism zu betreiben. Ein Vertreter der letzteren Kritik sind die Vereinigten Staaten, die diese Kritik in zahlreichen Sitzungen des Dispute Settlement Body vorbrachten. Ihre Kritik führte zur US-amerikanischen Blockade der Ernennungen weiterer Mitglieder des Appellate Body. Für die USA gebe es „systematische Bedenken“ über die Rolle des Appellate Body, welche sich auf die Art der Entscheidungsfindung beziehen. So kritisieren die USA unter anderem, dass das Gericht die eigentlich in Art. 17.5 DSU vorgesehene 90 Tage Frist für das Veröffentlichen eines Berichtes nicht beachtet und Mitgliedern, deren Amtszeiten geendet hatten, erlaubt habe, jene Fälle, die sie bereits begonnen hatten, zu beenden.

## Mitglieder

### Ernennung
Jedes Mitglied ist für vier Jahre berufen und kann einmal wieder ernannt werden. Die Ernennung eines Mitglieds erfolgt durch Zustimmung aller Mitglieder der WTO.
Nach dem Recht der WTO sollen die Mitglieder gem. Art. 17.3 DSU Personen anerkannter Autorität im Recht sein und Wissen über internationalen Handel und die Grundsätze der Abkommen der WTO haben. Ebenso sollen sie nicht mit einer Regierung assoziiert sein. Der Appellate Body soll sich aus Mitgliedern aus verschiedenen Regionen der Welt, aus verschiedenen Rechtssystemen und Staaten, die unterschiedlich entwickelt sind, zusammensetzen. Das Dispute Settlement Understanding gibt keinerlei weitere Maßgaben bezüglich der Auswahl der Mitglieder. Im Rahmen der ersten Ernennung von Mitgliedern etablierte sich eine Praxis, wonach bei Ersternennung ein Auswahlkomitee, bestehend aus dem Generaldirektor und den Vorsitzenden des Goods Council, Services Council, TRIPS Council und des Allgemeinen Rates, über von den Staaten eingereichten Nominierungen berät und mit den Kandidaten Interviews führt. Für jeden Posten wurde dann ein Kandidat dem DSB zur Wahl vorgeschlagen.
Im Rahmen der Ernennung der bisherigen 27 Mitglieder des Gerichtes kam es jedoch auch zu zwei Kontroversen, zum einen bei der Ersternennung mit der EU und den USA, zum anderen die Blockade eines chinesischen Kandidaten durch Taiwan. Beide Kontroversen sind nach Einschätzung ausgelöst worden durch die Frage nach nationaler Repräsentation, obwohl die Mitglieder eigentlich nicht mit einer Regierung assoziiert sein sollen. Spätere Konflikte und Bedenken bezogen sich jedoch zumeist nur auf Fragen der rechtlichen Positionen, nicht der Nationalität, geäußert wurden diese jedoch immer von den Vereinigten Staaten. Im Anschluss an die erste Ernennung von Mitgliedern entwickelte sich die Praxis, dass sowohl die Europäische Union, als auch die USA einen Sitz am höchsten Gericht zugesprochen bekommen.
Sofern ein aktives Mitglied des Appellate Body äußerte für eine zweite Amtszeit bereit zu stehen, so beriet der Vorsitzende des DSB mit den Mitgliedern und sofern keine Bedenken geäußert wurden, schlug er das Mitglied des Gerichtes zur Wiederwahl vor.

### Vorsitz
Der Appellate Body wählt unter sich für jeweils eine Amtszeit von einem Jahr einen Vorsitzenden. Die Aufgaben des Vorsitzenden nach Regel 5(3) der Working Procedures sind die Überwachung der internen Vorgänge und anderer Pflichten, die die Mitglieder ihm anvertrauen. Die letzte Vorsitzende war das letzte aktive Mitglied des Gerichts, Zhao Hong.

### Aktuelle und Ehemalige Mitglieder
Die folgende Liste umfasst die Mitglieder des Appellate Body, ihre Nationalität und ihre Amtszeiten.

#### Aktuelle
Zurzeit gibt es keine aktiven Mitglieder des Appellate Body. Die letzte Ernennung von Mitgliedern geschah 2016.

#### Ehemalige
Dies sind die ehemaligen Mitglieder am Appellate Body, ihre Nationalitäten und Amtszeiten. Zum Ende ihrer Amtszeit hat jedes Mitglied die Möglichkeit einer offiziellen Farewell Speech.
| Bild                        | Name                                  | Nationalität        | 1. Amtszeit | 2. Amtszeit              |
| --------------------------- | ------------------------------------- | ------------------- | ----------- | ------------------------ |
|                             | Zhao Hong                             | Volksrepublik China | 2016 – 2020 |                          |
|                             | Hyun Chong Kim                        | Südkorea            | 2016 – 2017 |                          |
|                             | Shree Baboo Chekitan Servansing       | Mauritius           | 2014 – 2018 |                          |
|                             | Seung Wha Chang                       | Südkorea            | 2012 – 2016 |                          |
|                             | Thomas R. Graham                      | Vereinigte Staaten  | 2011 – 2015 | 2015 – 2019              |
|                             | Ujal Singh Bhatia                     | Indien              | 2011 – 2015 | 2015 – 2019              |
|                             | Peter van den Bossche                 | Belgien             | 2009 – 2013 | 2013 – 11. Dezember 2017 |
|                             | Ricardo Ramírez-Hernández             | Mexiko              | 2009 – 2013 | 2013 – 30. Juni 2017     |
|                             | Zhang Yuejiao                         | Volksrepublik China | 2008 – 2012 | 2012 – 2016              |
|                             | Shotaro Oshima                        | Japan               | 2008 – 2012 |                          |
|                             | Lilia R. Bautista                     | Philippinen         | 2007 – 2011 |                          |
|                             | Jennifer A. Hillman                   | Vereinigte Staaten  | 2007 – 2011 |                          |
|                             | David Unterhalter                     | Südafrika           | 2006 – 2009 | 2009 – 2013              |
|                             | Merit E. Janow                        | Vereinigte Staaten  | 2003 – 2007 |                          |
| Luiz Olavo Baptista in 2017 | Luiz Olavo Baptista                   | Brasilien           | 2001 – 2005 | 2005 – 2009              |
|                             | Giorgio Sacerdoti                     | Italien             | 2001 – 2005 | 2005 – 2009              |
|                             | John Lockhart                         | Australien          | 2001 – 2005 | 2005 – 2006              |
|                             | Arumugamangalam Venkatachalam Ganesan | Indien              | 2000 – 2004 | 2004 – 2008              |
|                             | Georges Michel Abi-Saab               | Ägypten             | 2000 – 2004 | 2004 – 2008              |
|                             | Yasuhei Taniguchi                     | Japan               | 2000 – 2003 | 2003 – 2007              |
|                             | James Bacchus                         | Vereinigte Staaten  | 1995 – 1999 | 1999 – 2003              |
|                             | Claus-Dieter Ehlermann                | Deutschland         | 1995 – 1997 | 1997 – 2001              |
|                             | Julio Lacarte Muró                    | Uruguay             | 1995 – 1997 | 1997 – 2001              |
|                             | Florentino Feliciano                  | Philippinen         | 1995 – 1997 | 1997 – 2001              |
|                             | Christopher Beeby                     | Neuseeland          | 1995 – 1999 | 1999 – 2000              |
|                             | Said El-Naggar                        | Ägypten             | 1995 – 1999 | 1999 – 2000              |
|                             | Mitsuo Matsushita                     | Japan               | 1995 – 1999 | 1999 – 2000              |